# Симонопетра
Монасты́рь Симоно́петра на Афо́не (греч. Μονή Σιμωνόπετρα — Монастырь «Симонов камень») или Монасты́рь Си́мона Пе́тра (греч. Μονή Σίμωνος Πέτρας — Монастырь Симонова Камня) — один из двадцати «правящих» монастырей на Святой Горе Афон в Греции. Занимает 13-е место в современной иерархии монастырей Афона.

## История
Основан в 1257 году прп. Симоном. Расположен на вершине скалы, на высоте 330 метров над уровнем моря. В 1363 году перестроен стараниями сербского деспота Йована Углеши Мрнявчевича. 
Монастырь страдал от многочисленных пожаров (в 1570, 1622 и 1891 годах) и по этой причине неоднократно перестраивался. Во все времена монастырь оставался центром просвещения на Афоне. В Симонопетре по сей день сохраняется уникальная библиотека греческих и латинских рукописей.
В конце XV века русский паломник Исаия писал, что монастырь является болгарским.

## Современное состояние
В настоящее время на территории монастыря имеется 4 храма, а также 8 храмов вне его территории. Главным собором монастыря является храм Рождества Христова, построенный в 1600 году и перестроенный, после пожара, в 1891 году.
Численность всех монахов, послушников и келлиотов монастыря, находящихся на Святой Горе Афон, в настоящее время колеблется от 80 до 90 человек. Вне Святой Горы на метохах и подворьях монастыря находятся  40 человек. Таким образом, общая численность братства монастыря на Афоне и за его пределами доходит до 120-130 монахов.
Хор монастыря Симонопетра известен во всём мире.

## Келья святого мученика и патриарха Иерусалимского Модеста
В подчинении монастыря Симонопетра находится келья святого мученика и патриарха Иерусалимского Модеста, построенная в 1999-2000 годах на месте более раннего скита, сгоревшего в 1991 году.
Строителем обители стал иеромонах Авраамий (Орлов Анатолий Павлович, 1958 года рождения, уроженец г. Чебоксары). Он являлся насельником Московского Даниловского монастыря до 1994 года, в 1994-1999 годах служил иеродиаконом московского подворья Русского Пантелеимоновского монастыря, с 1999 года после рукоположения в сан иеромонаха постоянно проживает в Симонопетре. 
В конце 2015 года рядом построили придел в честь Всех Русских Святых, на Афоне просиявших, а осенью 2016 года его освятили архиерейским чином.

## Святыни
Среди многочисленных святынь монастыря особо выделяют:
- Десница Марии Магдалины, сохраняющаяся нетленной уже 2000 лет
- Часть Животворящего Креста Господня
- Часть мощей прмч. Евдокии
- Часть мощей вмч. Варвары

## Настоятели
- Емилиан (Вафидис) (1974—2000)
- Елисей, архимандрит (с 2000 года)

## Вышедшие в свет аудиозаписи хора
- Гимны Псалтыри (1990)
- О Пречистая Дева (Agni Parthene) (1990)
- Божественная Литургия (1999)
- Великая Вечерня (1999)
- Параклисис Божией Матери (1999)
- Служба святому Симеону (1999)
- Воскресная Утреня (Orthros) (1999)
- Служба святому Силуану Афонскому (2004)